# Frédéric Tatarian
Frédéric Tatarian (Marsiglia, 30 dicembre 1970) è un ex calciatore francese di origine armena, di ruolo difensore o centrocampista.

## Carriera
Tatarian cresce calcisticamente nell'Olympique Marsiglia ma non esordisce mai in prima squadra. Nel 1992 passa al Mulhouse, in Ligue 2, con cui disputa 2 stagioni. Nel 1995 passa al Nizza, in Ligue 1, disputando 28 partite in campionato. La stagione successiva torna al Marsiglia, riuscendo ad esordire con la squadra in cui è cresciuto nel campionato di Division 2 1995-1996. Al termine della stagione la squadra si classifica 2ª in campionato e conquista la promozione. Tatarian torna però al Nizza, sempre in Division 1, e in quella stagione conquista il suo primo e unico trofeo, vincendo la Coppa di Francia 1996-1997. La stagione 1997-1998 la passa al Tolone in Division 2. Nel 1998 torna per la terza ed ultima volta al Nizza col quale disputa 2 campionati di Division 2. Successivamente si trasferisce al Créteil-Lusitanos dove disputa altre 2 stagioni in Division 2. Termina la carriera giocando con Martigues e Cannes nel Championnat National e, nella penultima stagione della sua carriera, con gli svizzeri del Sion in Challenge League, sua prima e unica stagione fuori dalla Francia.

## Statistiche

### Presenze e reti nei club
| Stagione                 | Squadra                  | Campionato               | Campionato | Campionato | Coppe nazionali | Coppe nazionali | Coppe nazionali | Coppe continentali | Coppe continentali | Coppe continentali | Altre coppe | Altre coppe | Altre coppe | Totale | Totale |
| Stagione                 | Squadra                  | Comp                     | Pres       | Reti       | Comp            | Pres            | Reti            | Comp               | Pres               | Reti               | Comp        | Pres        | Reti        | Pres   | Reti   |
| ------------------------ | ------------------------ | ------------------------ | ---------- | ---------- | --------------- | --------------- | --------------- | ------------------ | ------------------ | ------------------ | ----------- | ----------- | ----------- | ------ | ------ |
| 1992-1993                | Mulhouse                 | D2                       | 23         | 2          | CF              | 3               | 3               | -                  | -                  | -                  | -           | -           | -           | 26     | 5      |
| 1993-1994                | Mulhouse                 | D2                       | 39         | 8          | CF              | 0               | 0               | -                  | -                  | -                  | -           | -           | -           | 39     | 8      |
| Totale Mulhouse          | Totale Mulhouse          | Totale Mulhouse          | 62         | 10         |                 | 3               | 3               |                    | -                  | -                  |             | -           | -           | 65     | 13     |
| 1994-1995                | Nizza                    | D1                       | 28         | 2          | CF+CdL          | 1+1             | 0               | -                  | -                  | -                  | -           | -           | -           | 30     | 2      |
| 1995-1996                | Olympique Marsiglia      | D2                       | 22         | 0          | CF+CdL          | 4+2             | 0               | -                  | -                  | -                  | -           | -           | -           | 28     | 0      |
| 1996-1997                | Nizza                    | D1                       | 32         | 1          | CF+CdL          | 4+1             | 0               | -                  | -                  | -                  | -           | -           | -           | 37     | 1      |
| 1997-1998                | Tolone                   | D2                       | 34         | 3          | CF+CdL          | 3+1             | 1+0             | -                  | -                  | -                  | -           | -           | -           | 38     | 4      |
| 1998-1999                | Nizza                    | D2                       | 36         | 2          | CF+CdL          | 3+2             | 1+0             | -                  | -                  | -                  | -           | -           | -           | 39     | 2      |
| 1999-2000                | Nizza                    | D2                       | 28         | 0          | CF+CdL          | 1+1             | 0               | -                  | -                  | -                  | -           | -           | -           | 30     | 0      |
| Totale Nizza             | Totale Nizza             | Totale Nizza             | 124        | 5          |                 | 14              | 1               |                    | -                  | -                  |             | -           | -           | 138    | 6      |
| 2000-2001                | Créteil-Lusitanos        | D2                       | 22         | 1          | CF+CdL          | 0+2             | 0+1             | -                  | -                  | -                  | -           | -           | -           | 24     | 2      |
| 2001-2002                | Créteil-Lusitanos        | D2                       | 28         | 6          | CF+CdL          | 0+1             | 0               | -                  | -                  | -                  | -           | -           | -           | 29     | 6      |
| Totale Créteil-Lusitanos | Totale Créteil-Lusitanos | Totale Créteil-Lusitanos | 50         | 7          |                 | 3               | 1               |                    | -                  | -                  |             | -           | -           | 53     | 8      |
| 2002-2003                | Martigues                | CN                       | 25         | 0          | CF+CdL          | 4+2             | 0               | -                  | -                  | -                  | -           | -           | -           | 31     | 0      |
| 2003-2004                | Sion                     | ChL                      | 16         | 0          | CS              | 0               | 0               | -                  | -                  | -                  | -           | -           | -           | 16     | 0      |
| 2004-2005                | Cannes                   | CN                       | 15         | 1          | CF+CdL          | 0               | 0               | -                  | -                  | -                  | -           | -           | -           | 5      | 0      |
| Totale carriera          | Totale carriera          | Totale carriera          | 348        | 26         |                 | 36              | 6               |                    | -                  | -                  |             | -           | -           | 384    | 32     |

## Palmarès

### Club
- Coppa di Francia: 1

Nizza: 1996-1997